# 牽牛子塚古墳

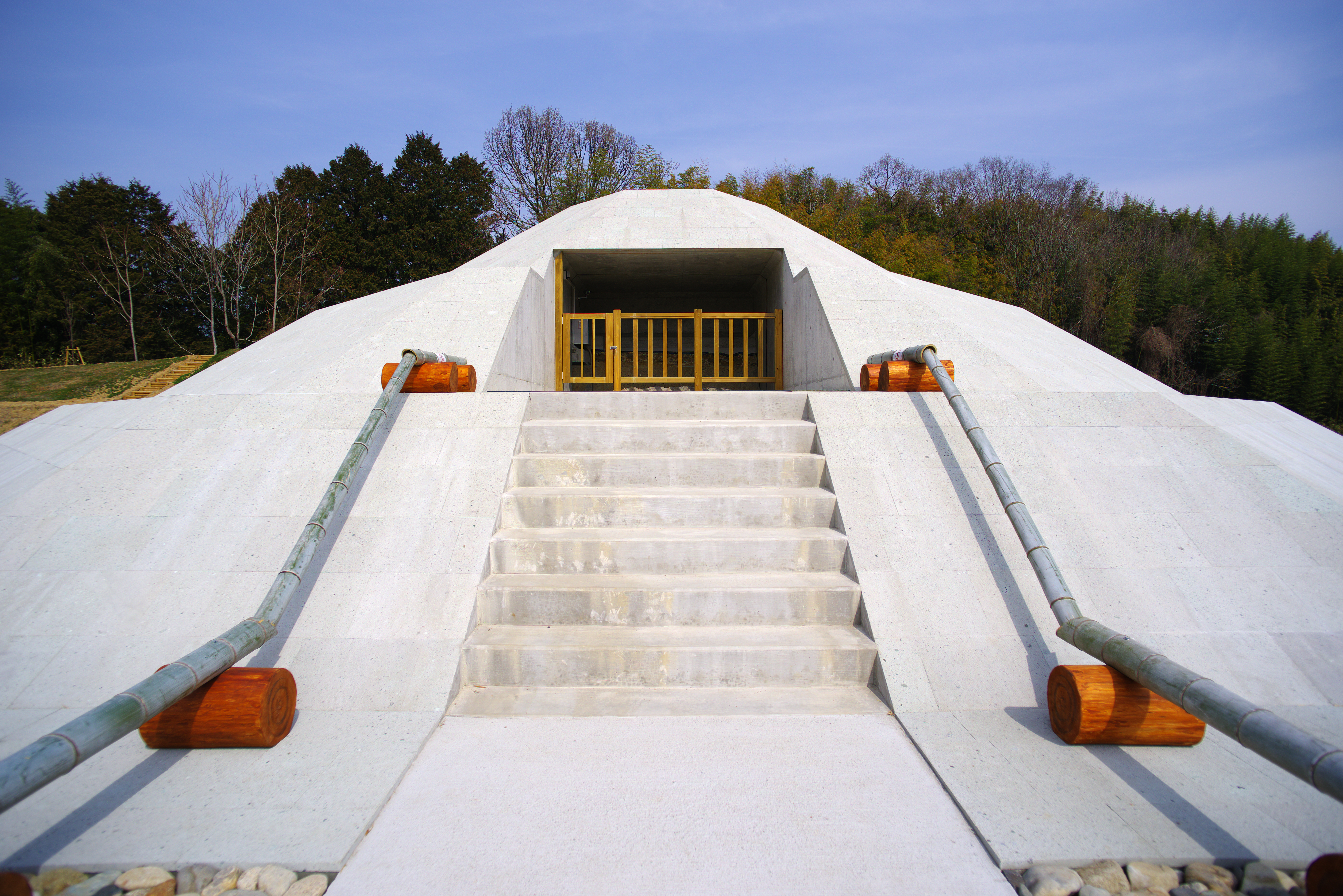
内部主体への通路(整備後)

牽牛子塚古墳（けんごしづかこふん）は、奈良県高市郡明日香村大字越にある古墳。形状は八角墳。国の史跡に指定され、出土品は国の重要文化財に指定されている。
指定時には「あさがおつかこふん」の読みが付されており、「牽牛子」はアサガオの別称である。「御前塚」と呼称されることもある。2009年（平成21年）から2010年（平成22年）にかけての発掘調査によって、八角墳（八角形墳）であることが判明し、飛鳥時代の女帝で天智天皇・天武天皇の母とされる第37代斉明天皇（第35代皇極天皇）の陵である可能性が高まっている。2022年2月に完全復旧が終了した。

## 立地
橿原市との村境に近い明日香村大字越の丘陵先端部の一番幅広で、高所の安定した場所に位置しており、戸の古墳の墳頂部の標高は126.3メートルであり、国の史跡である岩屋山古墳（明日香村大字越）の西方約500メートルの地点に立地する。

## 外観・規模
以前より、巨石をくりぬいて2つの墓室を設けた特異な内部構造で知られており、斉明天皇（皇極天皇）と娘の間人皇女（孝徳天皇の皇后）の合葬墓とする説があった。また、1977年（昭和52年）から1978年（昭和53年）にかけて環境整備事業の一環として発掘調査がおこなわれており、その際、実際の測量をもとにした実測図が作成され、円墳と報告されながらも八角墳の可能性が高いこともあわせて指摘されていた。
2009年9月より2010年9月にかけて、明日香村教育委員会による学術目的の発掘調査がおこなわれ、2010年（平成22年）9月9日、村教育委員会は調査成果を発表した。
それによれば、墳丘は地震により崩落していたが、高さ約4.5メートルと推定され、版築による三段築成の八角墳であることが判明し、墳丘の裾（すそ）は平面八角形状に削られており、対辺の長さは約22メートルにおよぶことを確認した。墳丘周囲では外側を八角形にかこむ石敷遺構が確認されており、北西の裾からは三辺分の石敷を検出している。うち一辺（約9メートル）はほぼ完全なかたちで遺存しており、幅は約1メートルでブロック状の切り石が3列にすき間なく敷き詰められていた。石敷遺構そのものも、正八角形になるよう途中で約135度の角度で屈曲しており、上空から鳥瞰した場合、共通の中心をもち大きさの異なる、墳丘部分3段、平地の石敷部分3列の相似八角形が重なるかたちとなる。石敷の外側には、さらに砂利が敷き詰められ、その部分も含めると全体では32メートルほどの規模になると推定される。
また、三角柱状に削った白色凝灰岩の切り石やその破片が数百個以上出土しており、調査者は、これらの切り石はピラミッド状に積み上げて墳丘斜面を装飾していたとしており、その総数は約7,200個におよぶと推定している。
墳丘一段目は一辺12.2メートル、対角線約33メートル、墳丘二段目は一辺約7メートル、対角線約18.5メートル、高さ4メートルである。

## 内部構造

石槨俯瞰図

石槨展開図

内部施設は、南にむけて横穴が開口するかたちの横口式石槨であり、2009年段階ではすでに一部露出していた。横口式石槨は、約80トンの重量をもつ1個の巨大な凝灰角礫岩をくりぬいて、約70トンの埋葬施設をつくったもので、巨石は約15キロメートル離れた二上山西麓より運搬したものと考えられる。石槨の幅は5メートル、奥行き3.5メートル、高さ2.5メートルの規模を有し、石槨内は中央部に幅44.7センチメートル、長さ152.5センチメートルの仕切り壁によって東西2つの空間に仕切られた合葬墳であることが判明した。刳りぬき部分の規模は、幅1.41メートル、高さ1.01メートル、長さ0.63メートルである。また、巨石の外側を取り囲むように丁寧な加工の施された直方体（縦2.7メートル、横1.2メートル、厚0.7メートル）をなす巨大なデイサイト製の切り石を3点確認し、本来的には16点整然とならんでいたであろうことも確認している。
石槨内の中央には間仕切りのための壁をともない、その両側に長さ約2メートルの墓室が2つあって、壁面は二重の漆喰が塗られている。左右両室ともに天井は丸みをおびており、高さはともに約1.3メートルである。また、左室は長さ2.1メートル、幅1.14メートル、右室は長さ2.08メートル、幅1.16メートルでほぼ同規模である。床面には長さ約1.95メートル、幅約0.78メートル、高さ0.08メートルの棺台（棺床）が削り出しによってつくられており、これも左右両室とも同一規模である。閉塞石は内扉と外扉より成っていて、内扉は凝灰岩製で高さ約1.12メートル、厚さ約0.62メートル、幅約1.47メートルであるのに対し、外扉は安山岩系の石材を用い、高さ約2.4メートル、厚さ約0.63メートル、幅約2.69メートルの大きさであった。また、内側の扉の四隅からは方形の孔（あな）を確認しており、扉飾金具が装填されていたことが推定される。
なお、古墳全体に使用された石の総重量は550トン以上と考えられる。運搬には丸太（ころ）を用いても数百人、地面を引きずったとすれば1,400人もの人員が必要であり、これについては、巨石を大勢で長距離運ぶこと自体に律令国家の権力を誇示する意図があったという見方がある。

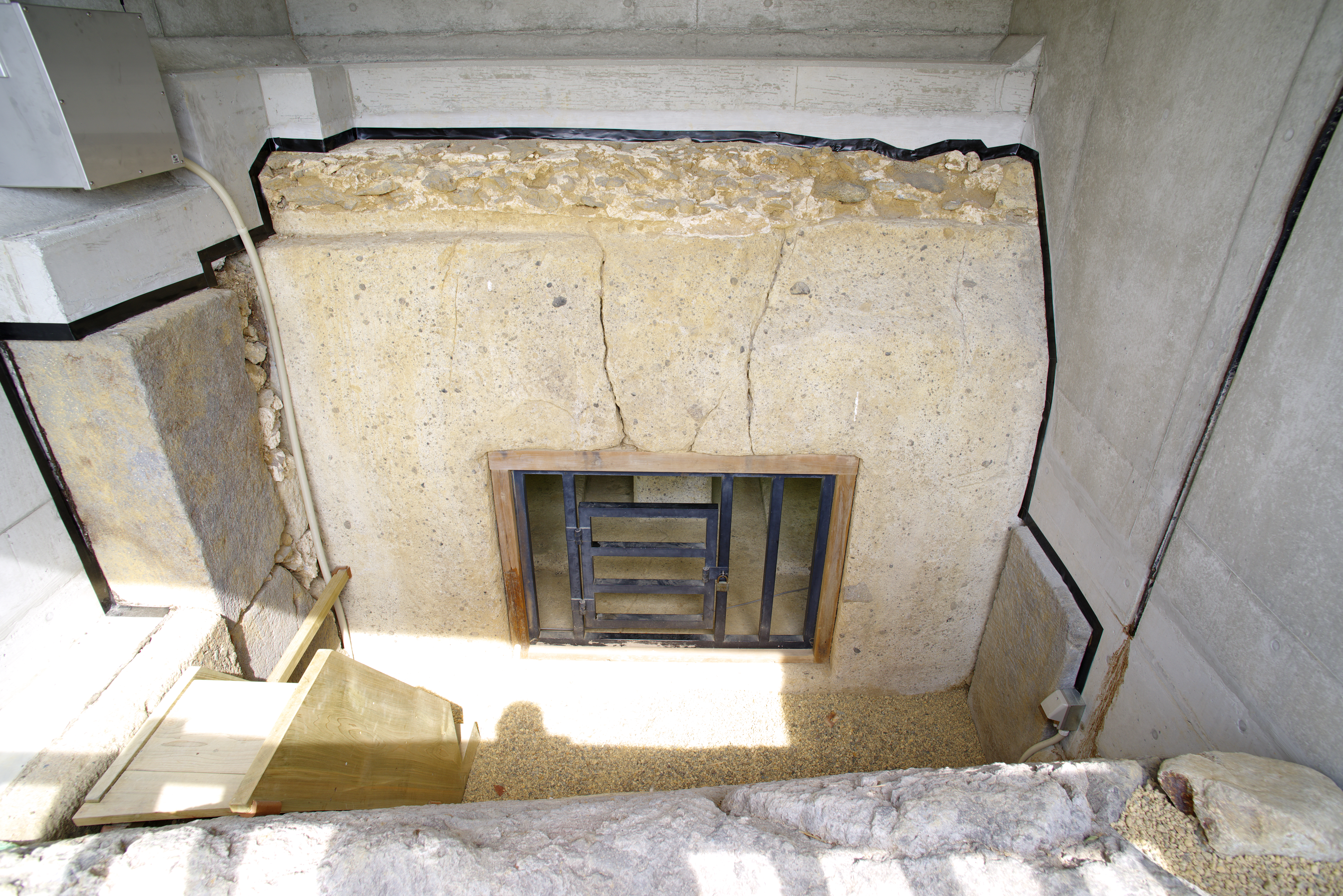
石槨外観（整備後）
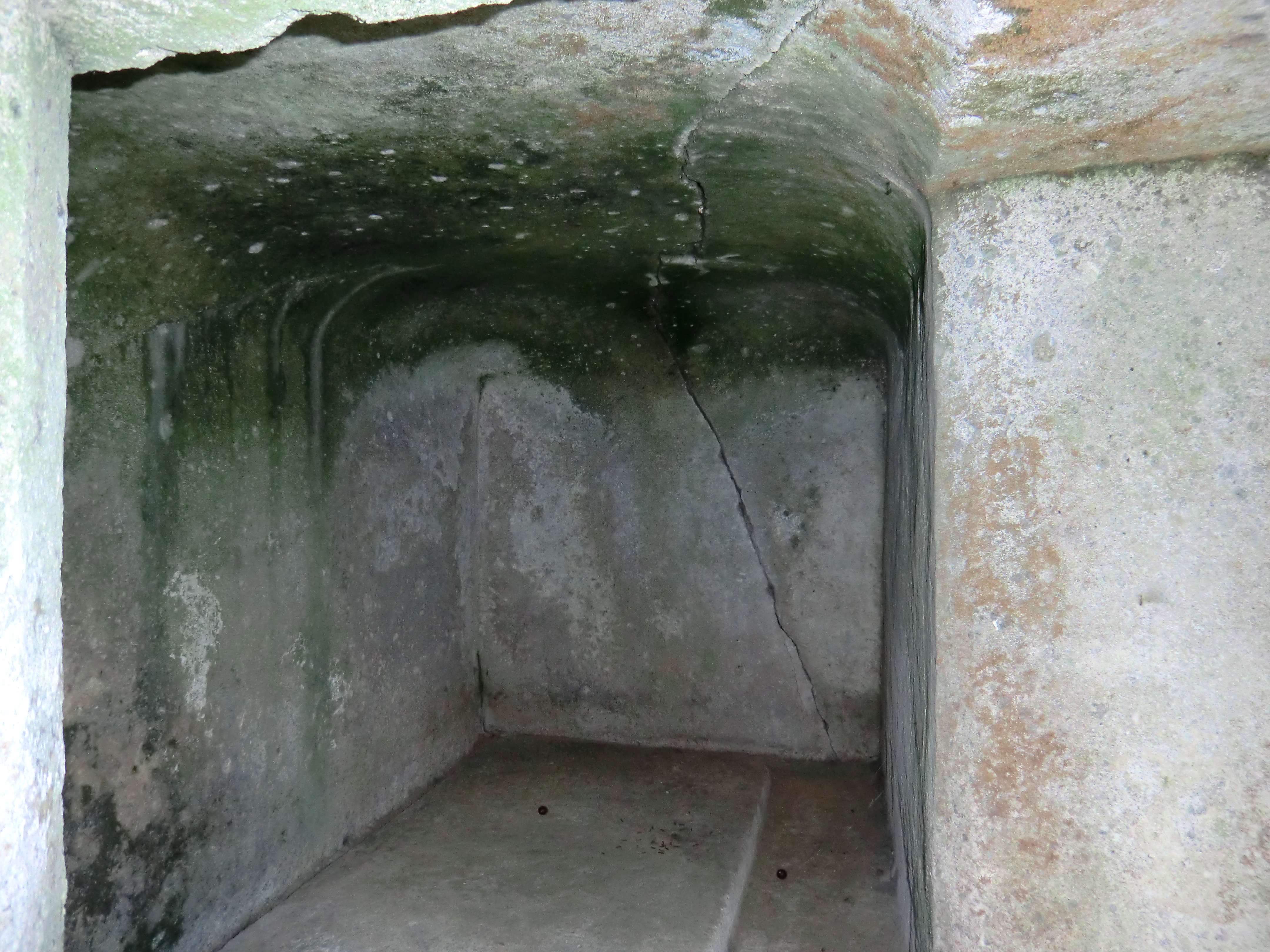
石室内部左側
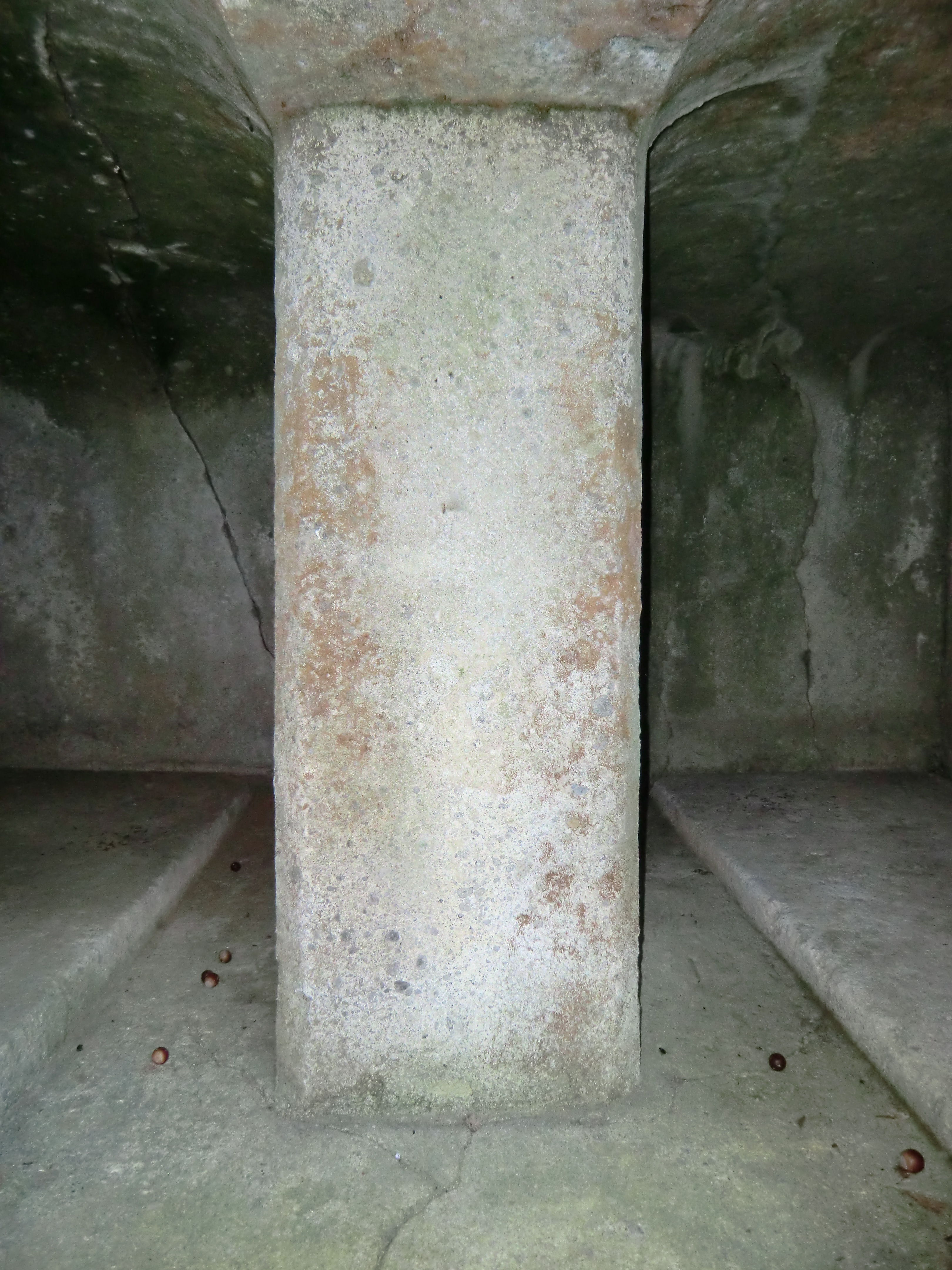
石室内部中央
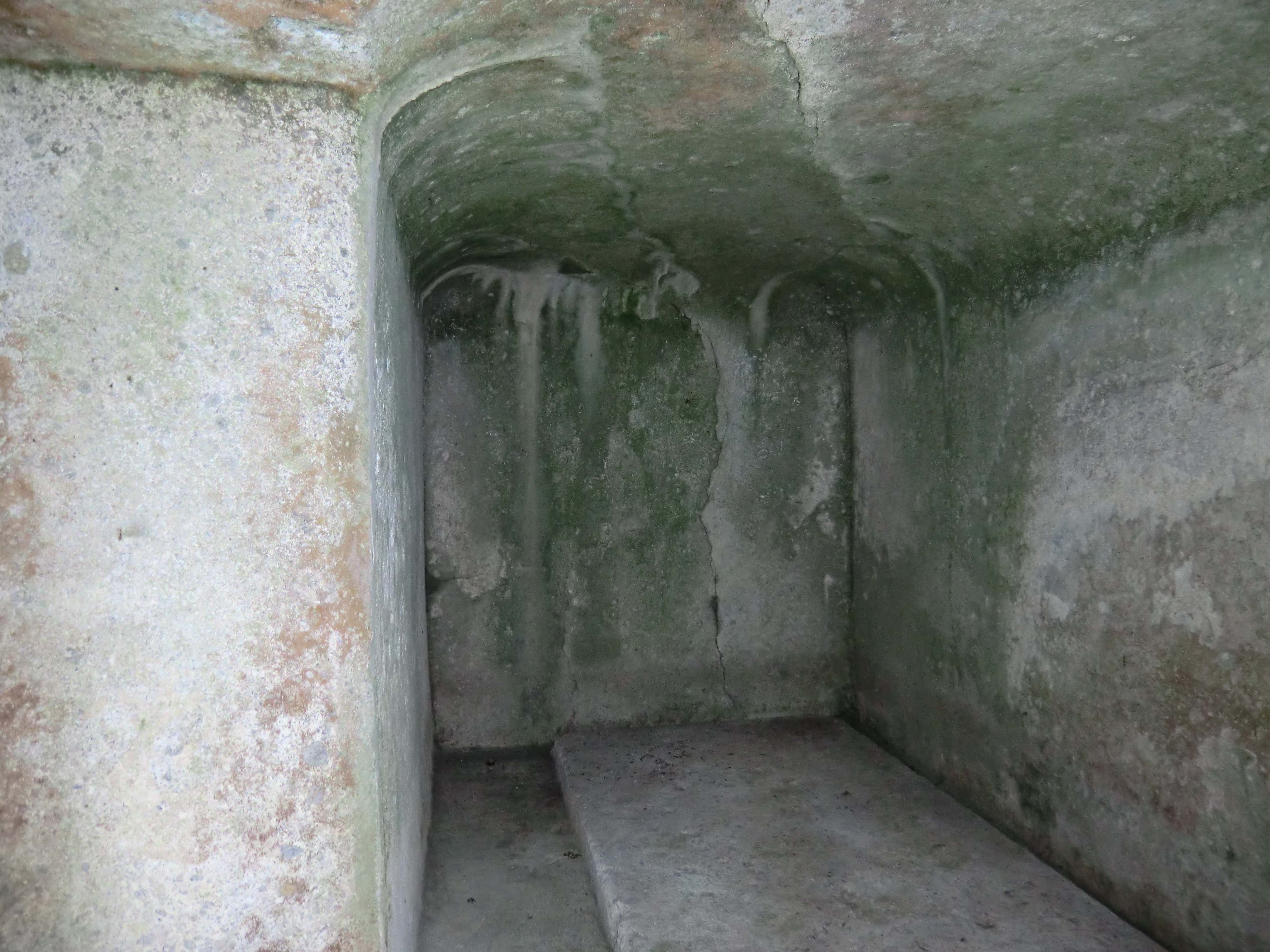
石室内部右側
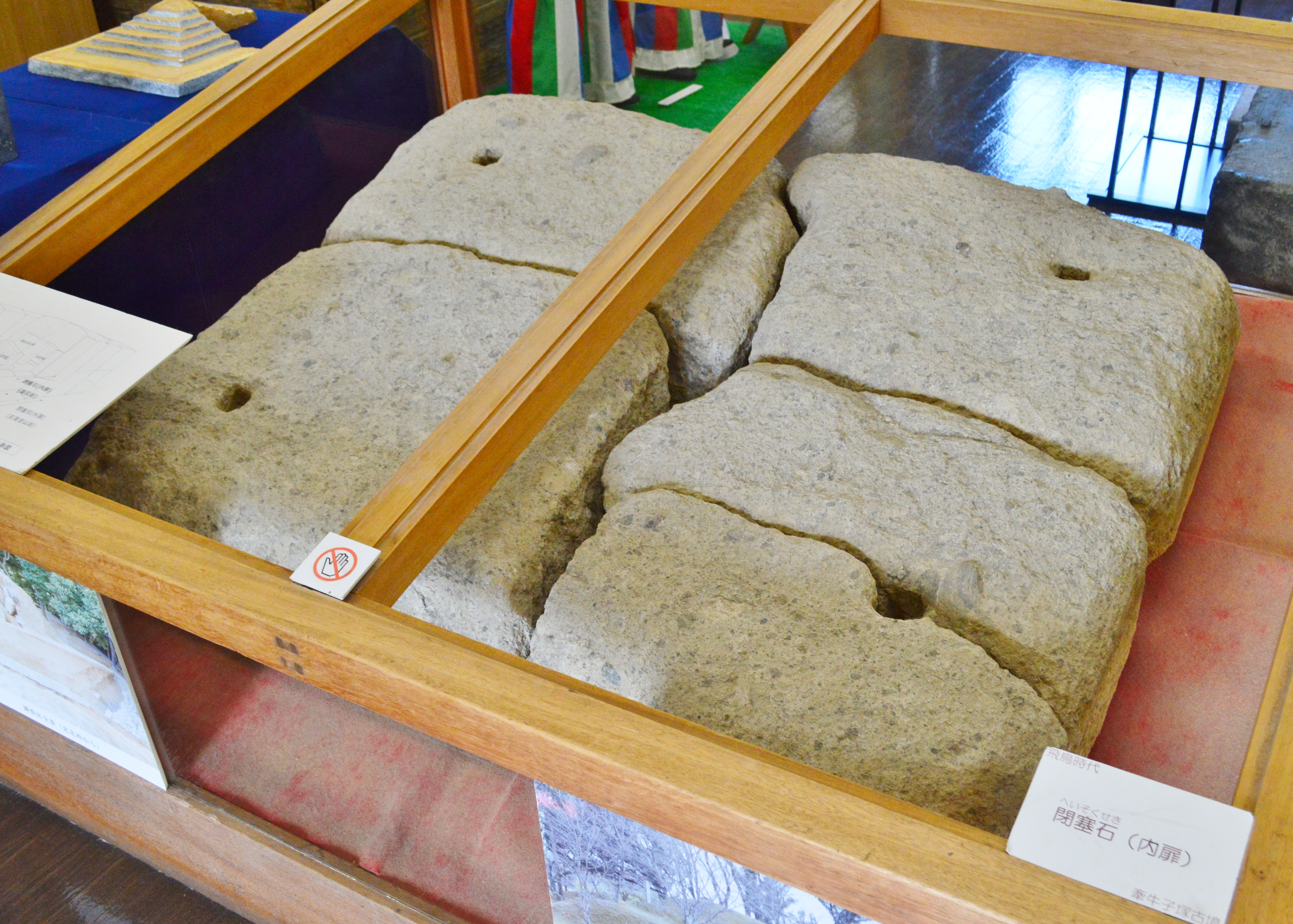
閉塞石 内扉 (明日香村埋蔵文化財展示室)

## 出土遺物
以前の調査や採集によって、すでに夾紵棺（きょうちょかん）の破片や金銅製の棺金具（七宝亀甲形座金具、八花文座金具、六花文環座金具、円形座金具、綾隅金具）、また鉄製の鎹（カスガイ）、鉄製の釘、ガラス玉などの玉類、人骨（臼歯）などの遺物が出土している。「夾紵棺」（きょうちょかん）とは麻布を漆で何重にも貼り重ねてつくった当時としては最高級の棺であり、貴人の葬送に用いられたことは疑いない。臼歯は間人皇女のものとの説がある。
1953年（昭和28年）11月14日、遺物は考古資料として極めて重要であるとして、一括して「大和国高市郡牽牛子塚古墳出土品」として国の重要文化財に指定され、指定分は奈良県立橿原考古学研究所附属博物館に保管されている。

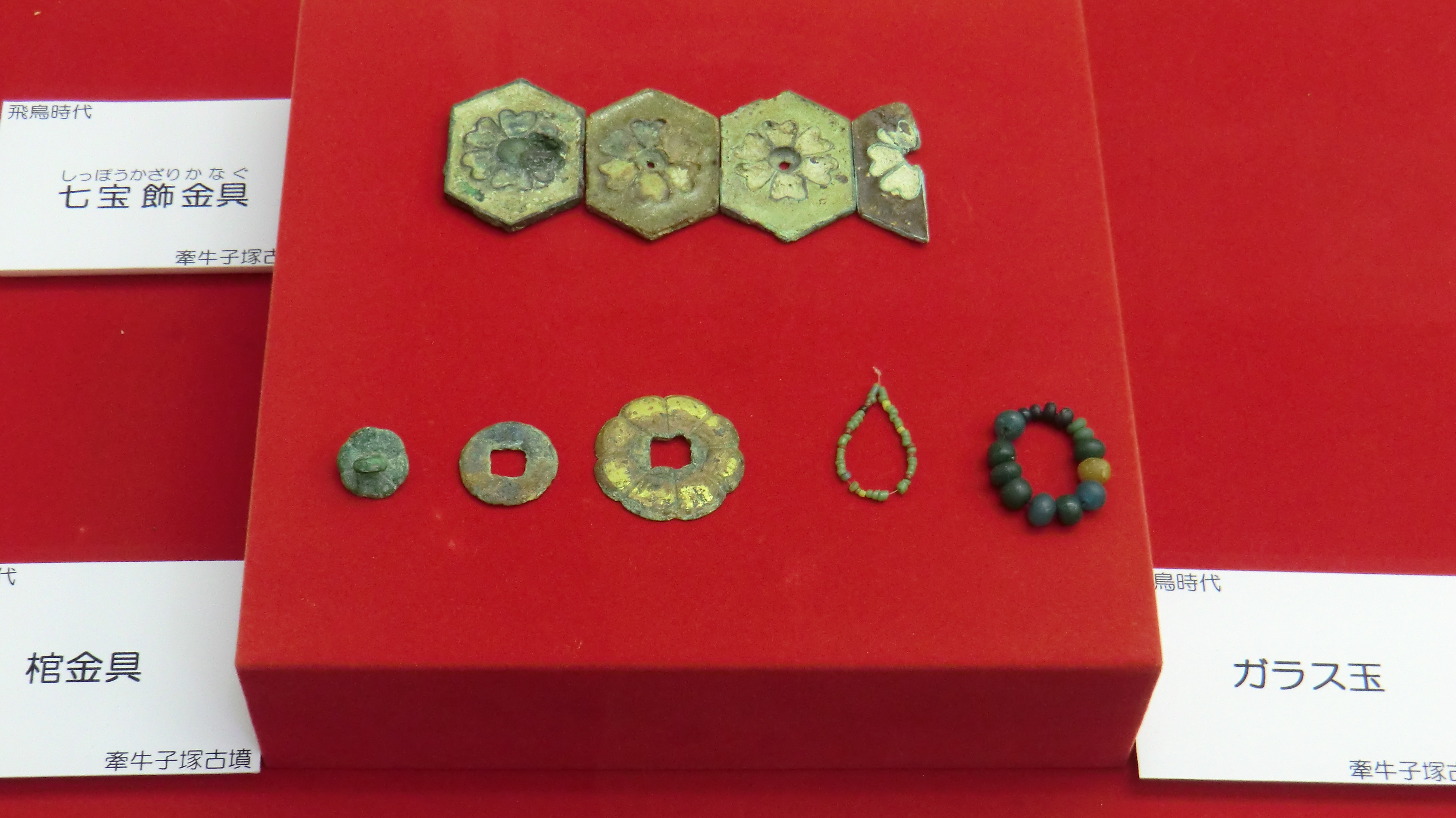
七宝飾金具・棺金具・ガラス玉 明日香村埋蔵文化財展示室展示。
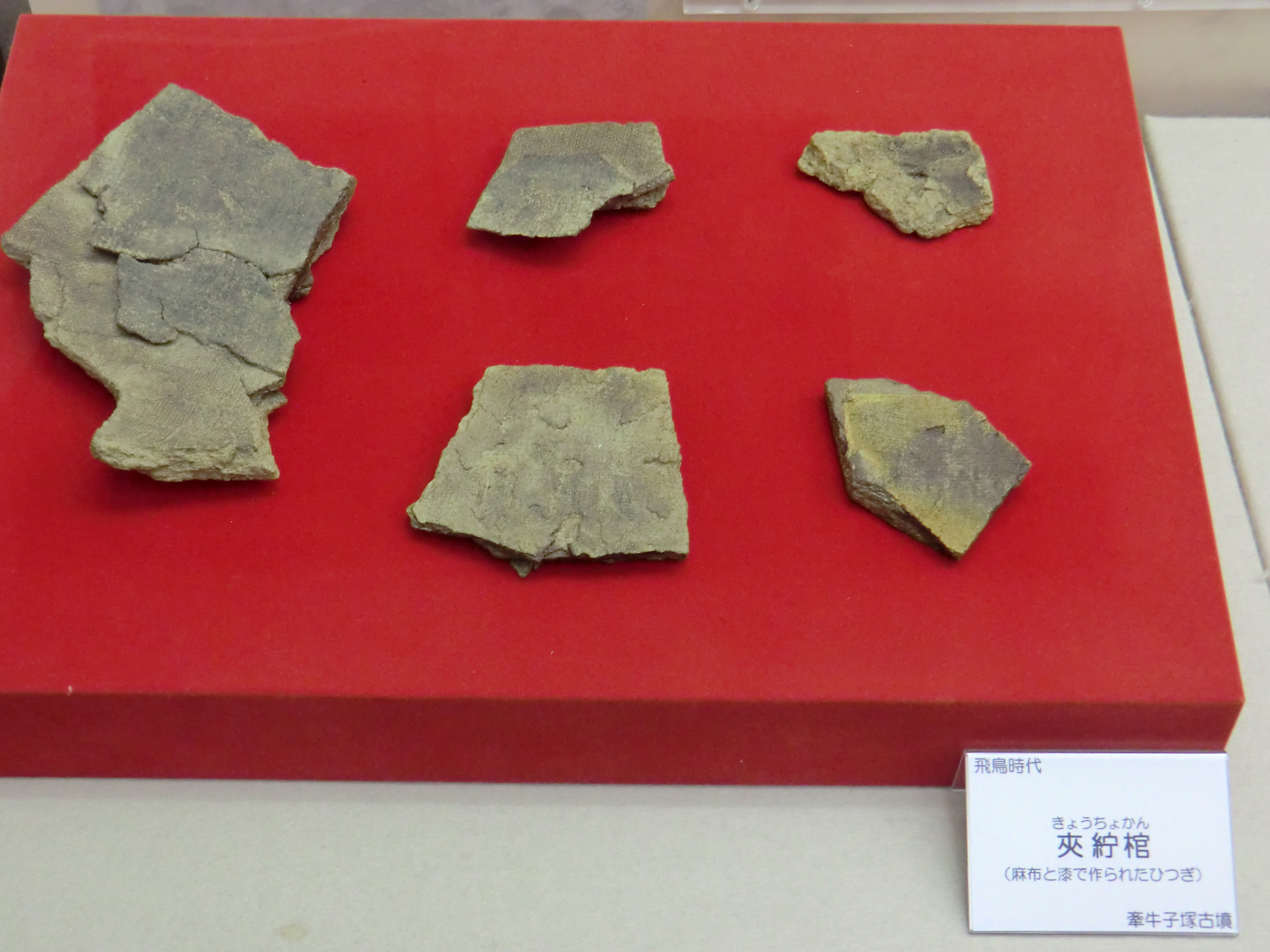
夾紵棺残片 明日香村埋蔵文化財展示室展示。

## 遺跡性格

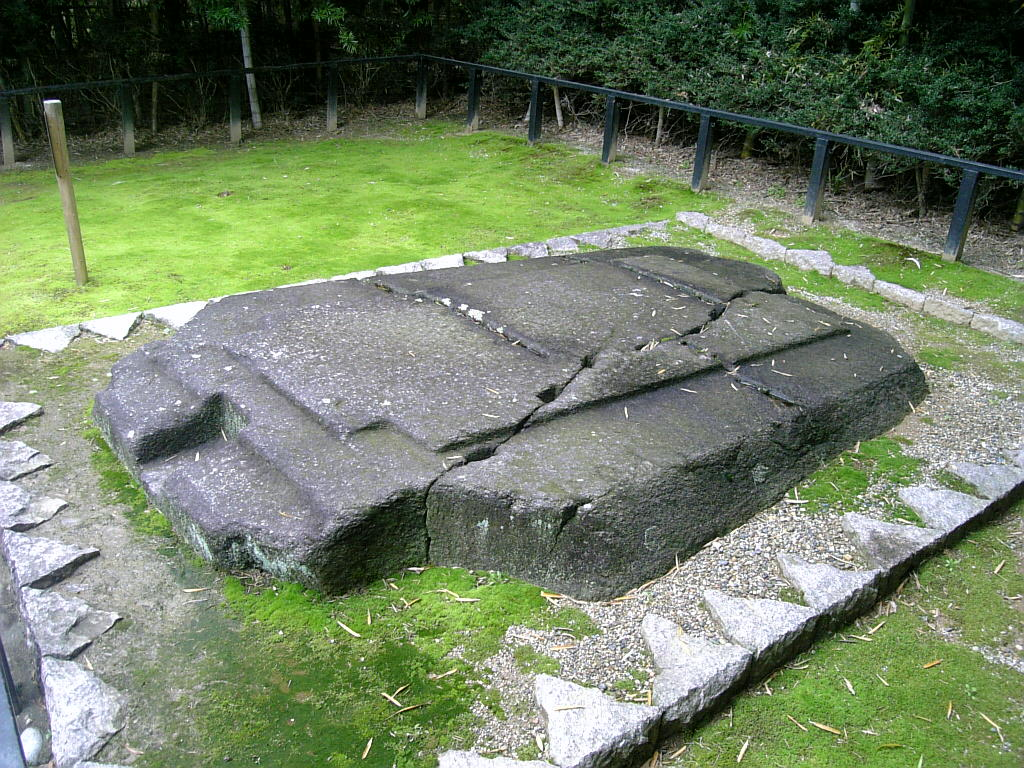
鬼の俎（明日香村野口）

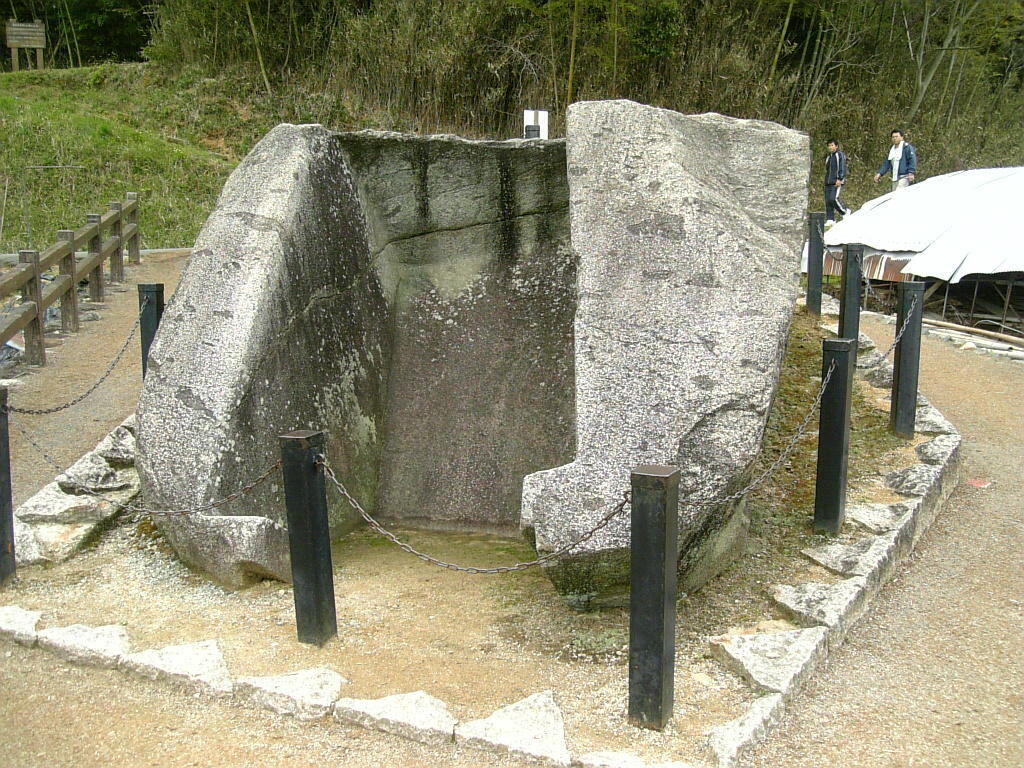
鬼の雪隠（明日香村平田）

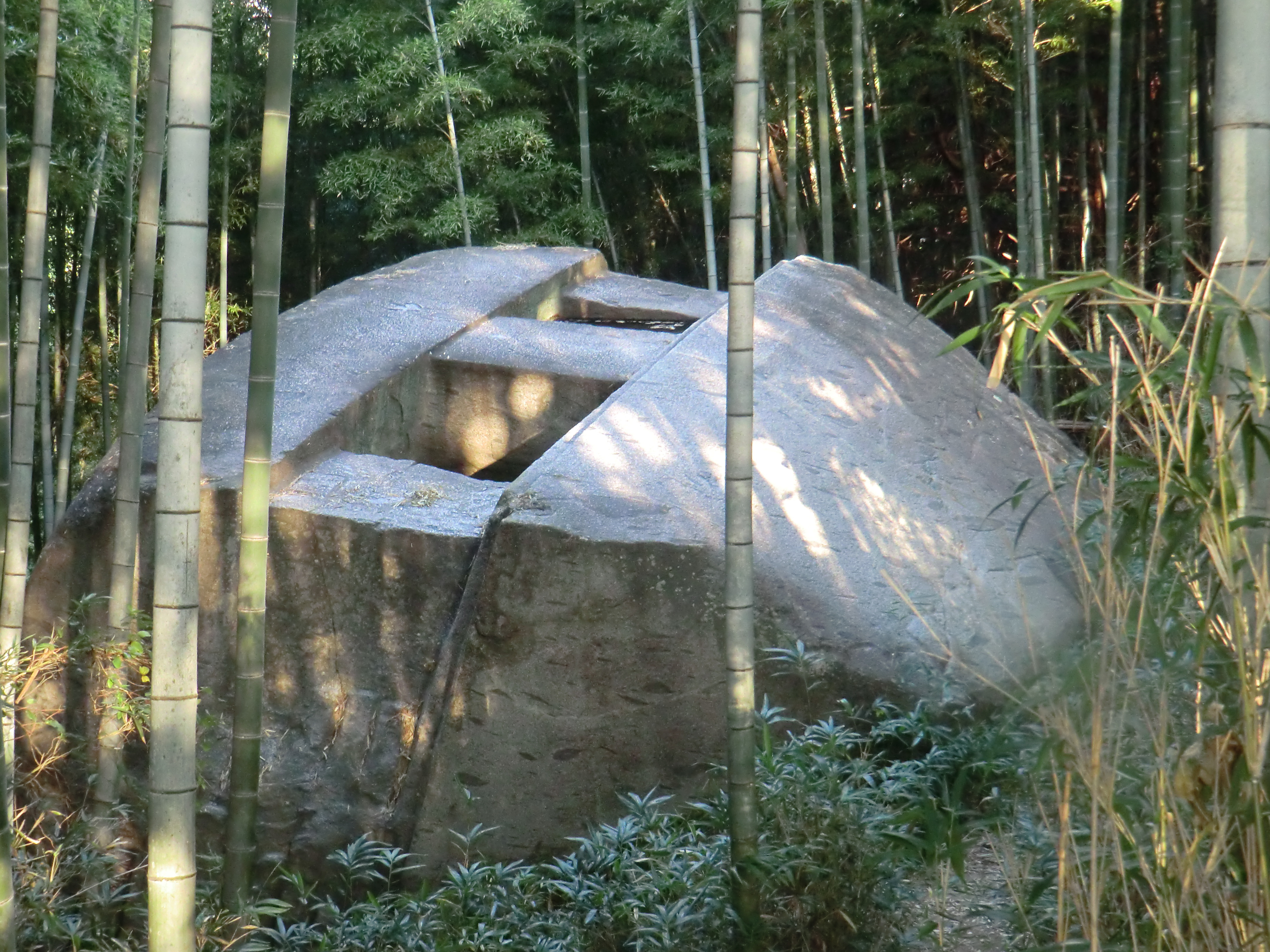
益田岩船（橿原市）

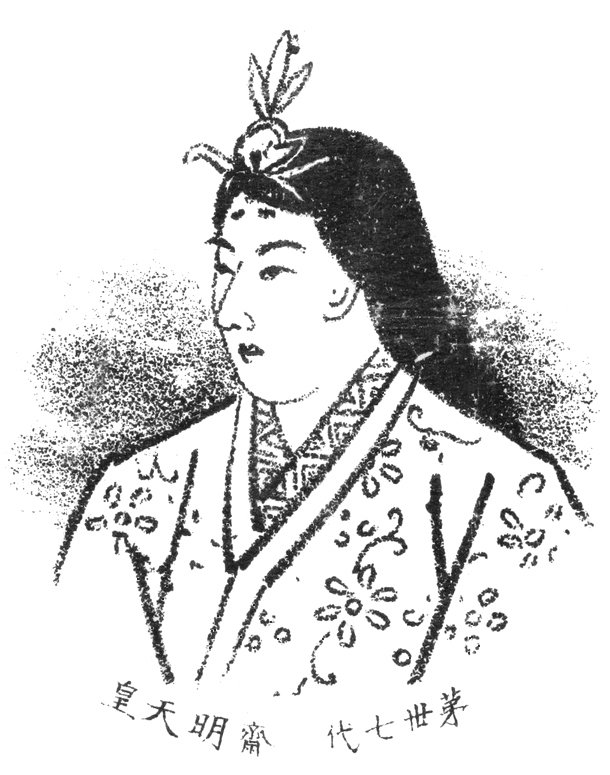
斉明天皇

### 時期
築造年代は、遺物等から7世紀後葉の年代が推定され、年代幅を広くとっても7世紀中葉から8世紀初頭までの範囲に収まる。
飛鳥地方の横口式石槨墳については、益田岩船（橿原市白橿町）や鬼の爼・鬼の雪隠（明日香村野口・同平田）の遺構が知られ、前者は本古墳と同じく刳り抜き式の横口式石槨、後二者は床石と蓋石が別々に構成されるタイプの石槨と考えられる。大阪府寝屋川市に所在する石宝殿古墳の石槨は後者の類型に属するが、羨道をともなっており、そのことより、
- 羨道をもつタイプ → 羨道をともなわないタイプ
- 床石と蓋石が別々に構成されるタイプ → 刳り抜きタイプ

の編年が考えられる。つまり、石宝殿古墳の石槨は、このなかでは最も旧いことになる。
石材から年代を検討すると、益田岩船や鬼の爼・鬼の雪隠では硬質の石英閃緑岩が、本古墳では軟質の凝灰岩が使用される。飛鳥地方の他の古墳の事例からは、6世紀から7世紀中葉までは、やはり花崗岩等の硬質な石材、7世紀後半からは大阪・奈良の府県境にある二上山系の凝灰岩に推移する傾向がみてとれる。
以上を総合すると、飛鳥地方の横口式石槨墳は、
- 鬼の爼・鬼の雪隠 → 益田岩船 → 牽牛子古墳

の先後関係が考えられる。

### 被葬者
斉明天皇の夫舒明天皇の陵墓（段ノ塚古墳）、子の天智天皇の陵墓（御廟野古墳）および天武天皇の陵墓（野口王墓、持統天皇との合葬墳）がいずれも八角墳であり、今回の精査によって、本古墳もまた当時の皇族の陵墓に特徴的な八角墳であることが確認された。また、本古墳が築造当初より合葬が明確に計画されていたことは調査成果によっていっそう明らかになった。さらに、加工石をこれほどふんだんに用いた古墳は他に類例がなく、古墳自体が巨大な石造記念物であることも明らかとなった。以前より知られていた夾紵棺や臼歯の存在、また『日本書紀』における斉明天皇・間人皇女合葬の記述とあわせて、本古墳が斉明天皇陵である可能性はさらに高まった。
いっぽう宮内庁は、本古墳から西南西の方向へ2.5キロメートル離れた、奈良県高市郡高取町大字車木に所在する車木ケンノウ古墳を斉明天皇陵として治定してきたため、おおかたの研究者との見解とのあいだに齟齬が生じている。そのため、真の継体天皇陵として有力視される今城塚古墳（大阪府高槻市）や真の文武天皇陵として有力視される八角墳中尾山古墳（奈良県明日香村平田字中尾山）などと同様、従来の陵墓の治定を見直す必要があるのではないかという議論が起こっている。しかし、宮内庁書陵部では斉明天皇陵「越智崗上陵（おちのおかのえのみささぎ）」の候補地として牽牛子塚古墳が有力であるとする説があることを認めながらも、墓誌など確実なものが発見されない限りは陵墓治定を見直す必要はないとしている。

### 葬送者
『日本書紀』には、「天智天皇は、母である斉明天皇の命令を守り、大工事をしなかった」と記している。これは、被葬者を斉明天皇とみなすことについての慎重論の根拠たりうるが、被葬者が斉明天皇であるとした場合でも、葬送者は天智天皇ではないことの論拠ともなりうる。そのいっぽうで『続日本紀』には、斉明天皇陵（越智崗上陵）が「修造」されたとの記事が文武天皇3年（699年）のこととして記されており、この記載を根拠に、この年、斉明天皇が文武天皇により改葬されたのではないかと考える研究者もいる。なお、文武天皇は斉明天皇からみれば曾孫にあたる。

## 隣接する古墳の発見

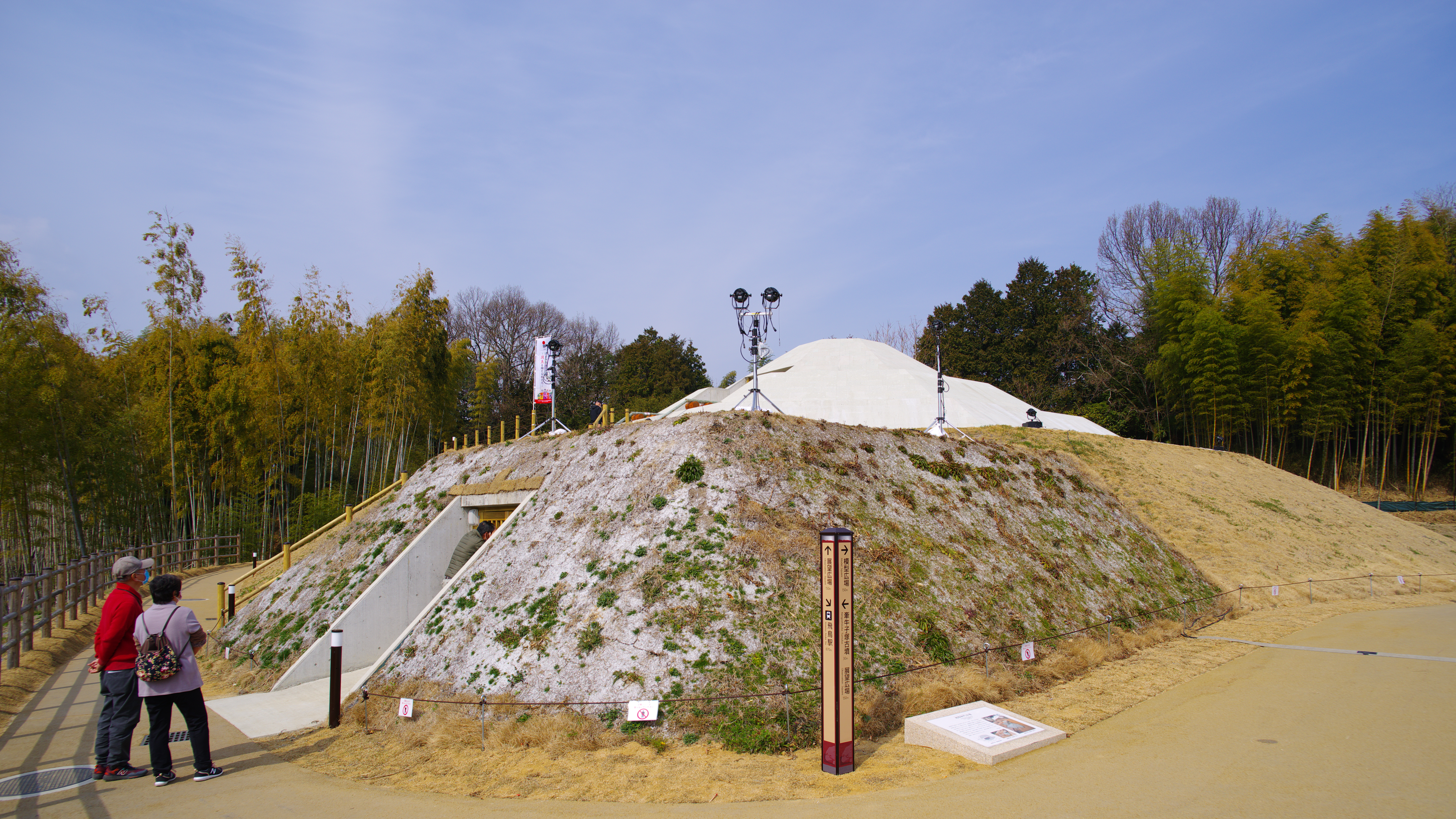
牽牛子塚古墳（奥）と越塚御門古墳（手前）

2010年12月9日、明日香村教育委員会は牽牛子塚古墳隣接地より古墳を検出したことを発表した。牽牛子塚古墳が斉明天皇の陵墓であるならば、新発見の越塚御門古墳は、斉明陵墓の前に孫の大田皇女を葬ったという『日本書紀』の記載より、大田皇女の墓である可能性が高い。

## 文化財

### 重要文化財（国指定）
- 大和国高市郡牽牛子塚古墳出土品 一括（考古資料） - 明細は以下。奈良県立橿原考古学研究所附属博物館保管。1953年（昭和28年）11月14日指定[11]。
  - 七宝亀甲形金具 1箇
  - 金銅製八花形座金 1箇
  - 銅製金具残片 1箇
  - 乾漆棺残片 一括

### 国の史跡
- 牽牛子塚古墳・越塚御門古墳
1923年（大正12年）3月7日、「牽牛子塚古墳」の名称で国の史跡に指定[12]。
2014年（平成26年）3月18日、史跡範囲の追加指定、指定名称を「牽牛子塚古墳・越塚御門古墳」に変更[12]。
2015年（平成27年）10月7日、史跡範囲の追加指定[12]。

## ギャラリー

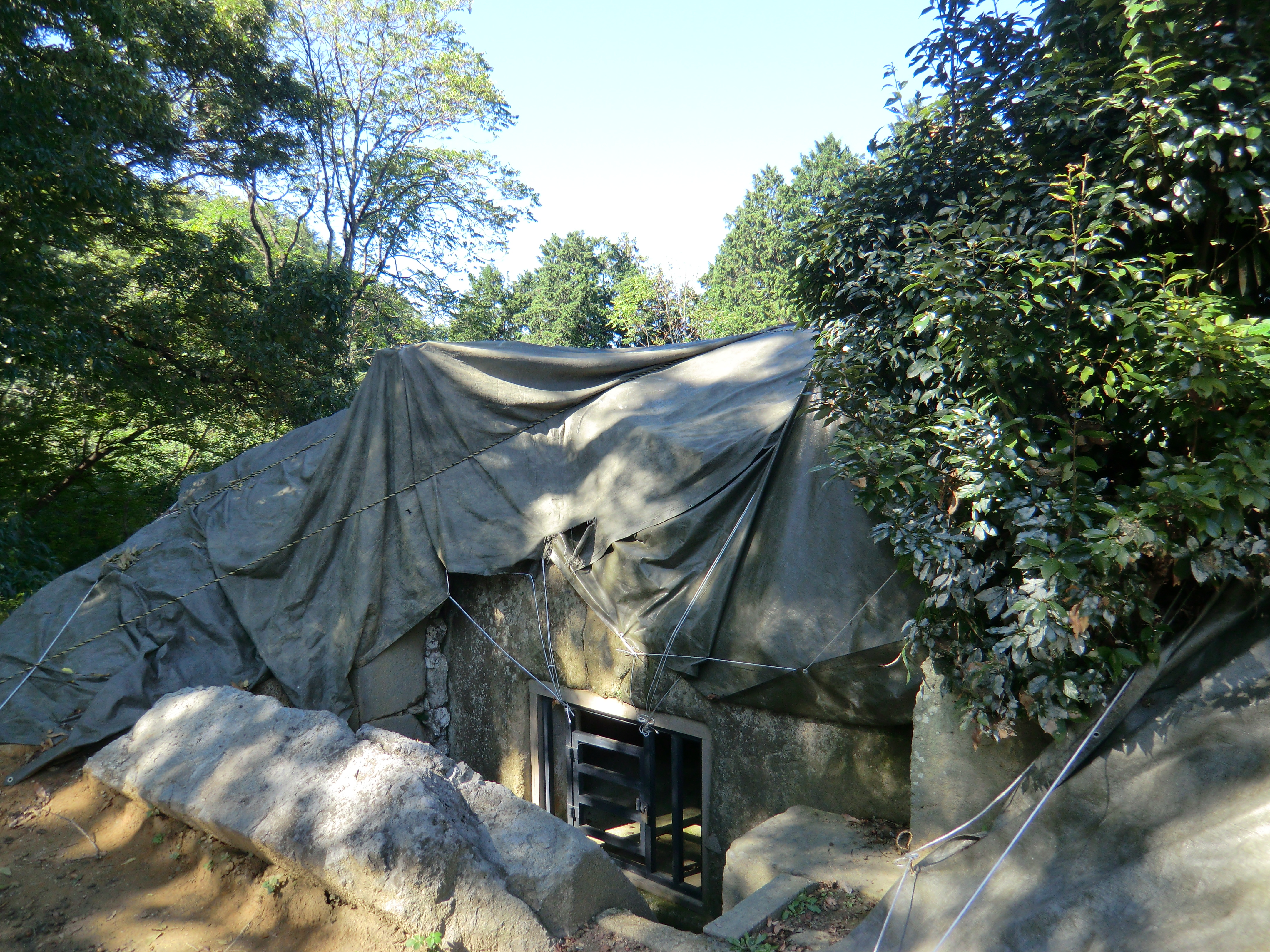
2014年当時の石槨開口部
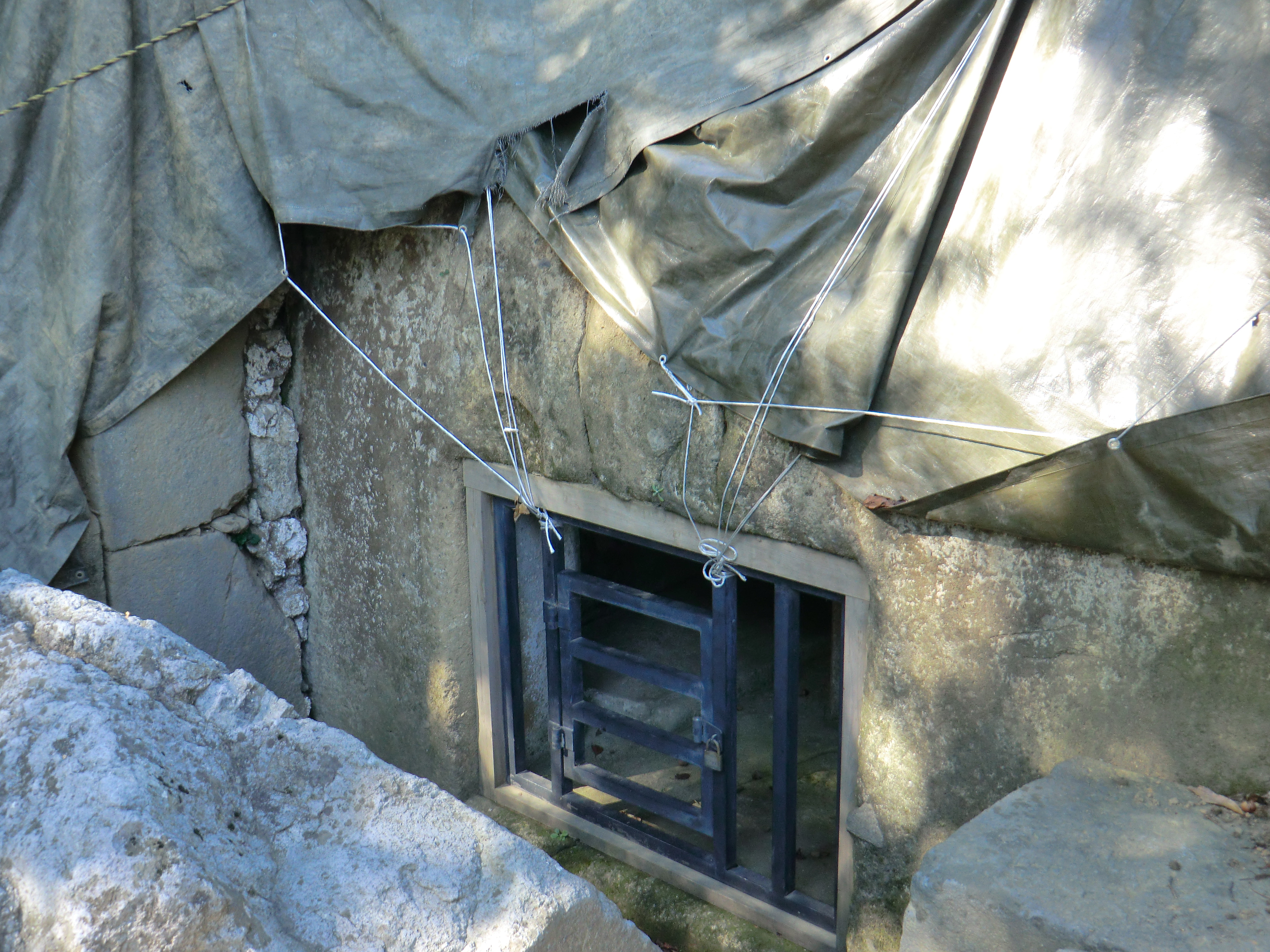
2014年当時の石槨入口
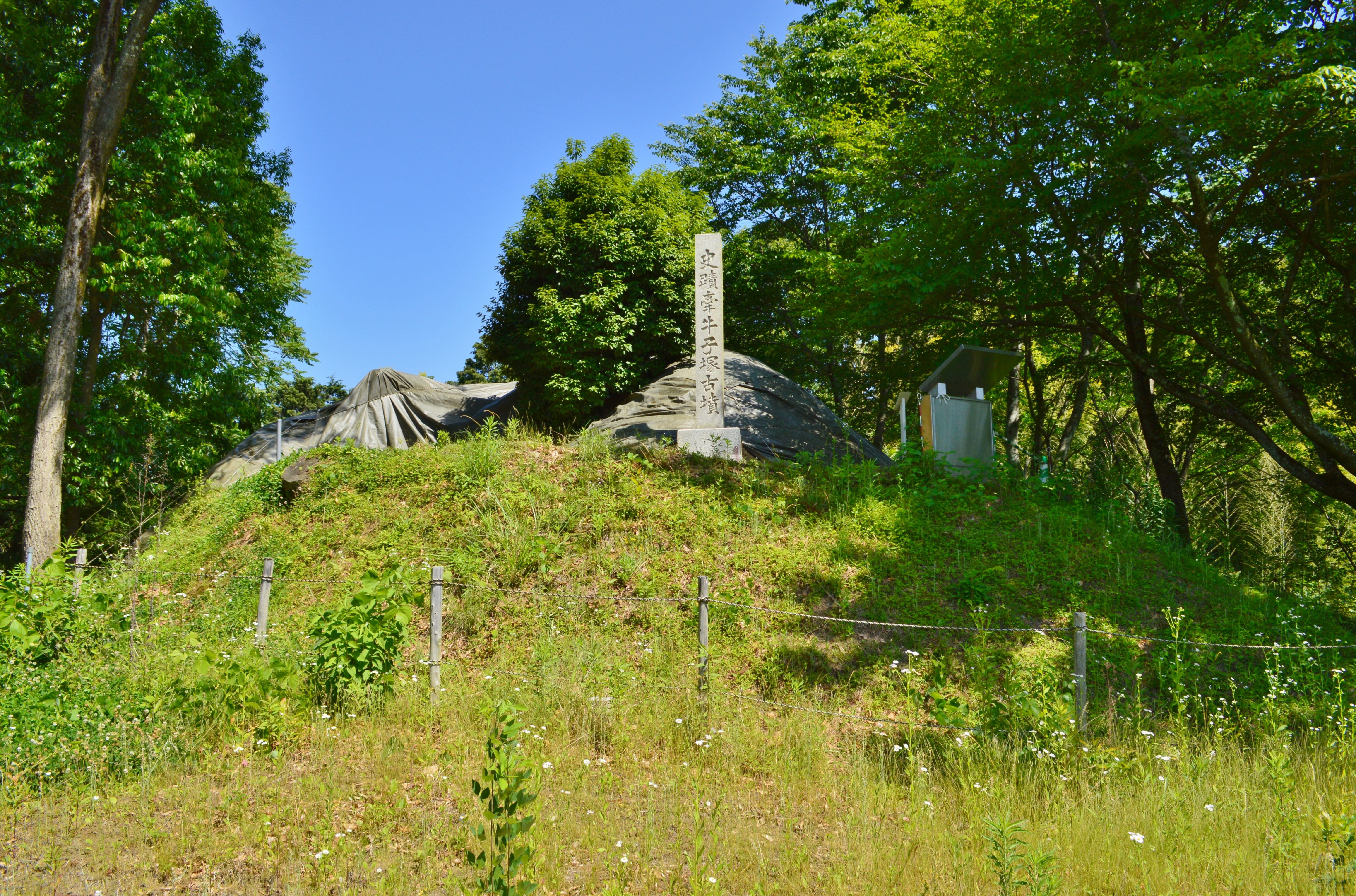
2017年当時の墳丘
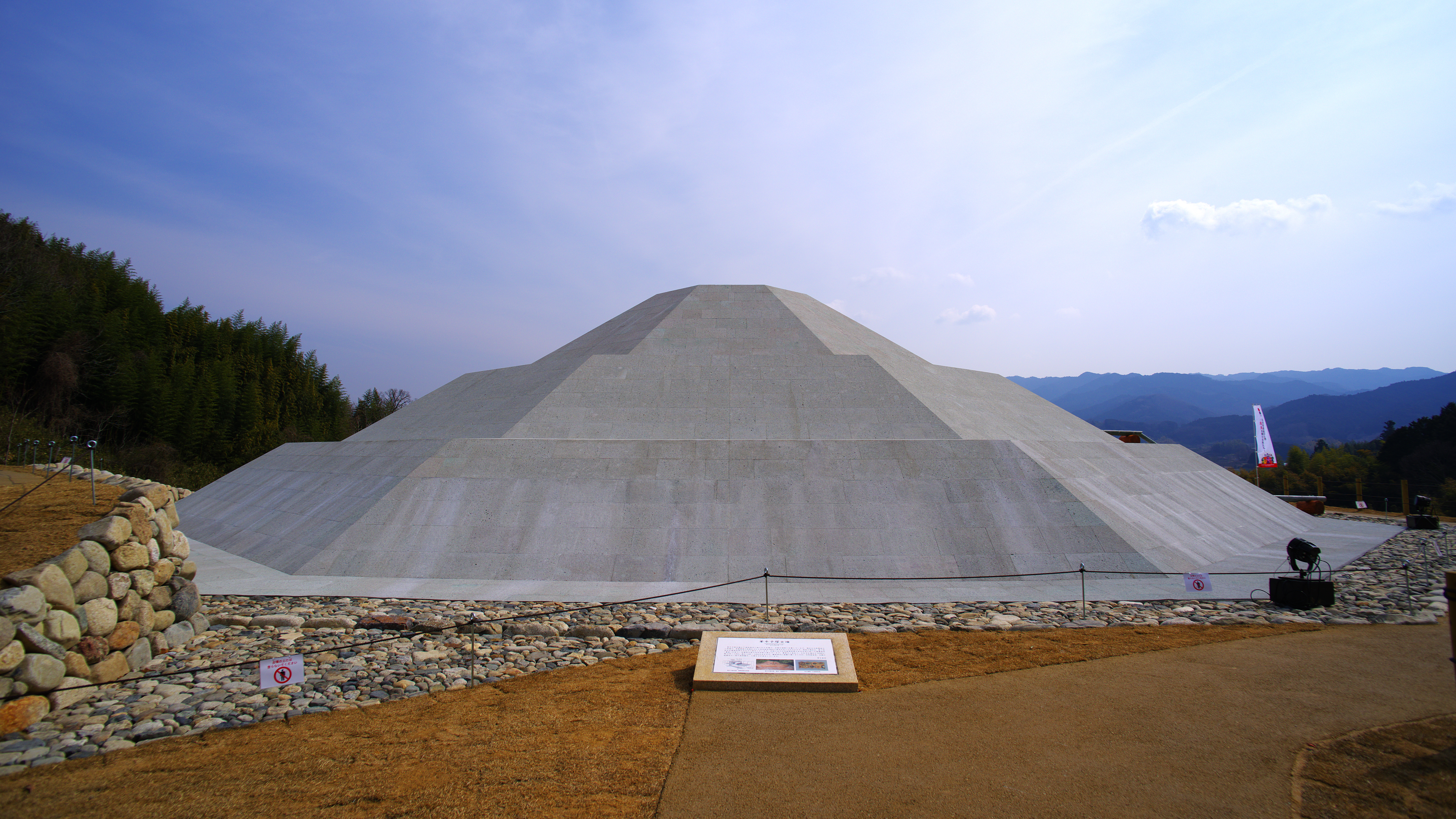
整備後の墳丘。西側より見る
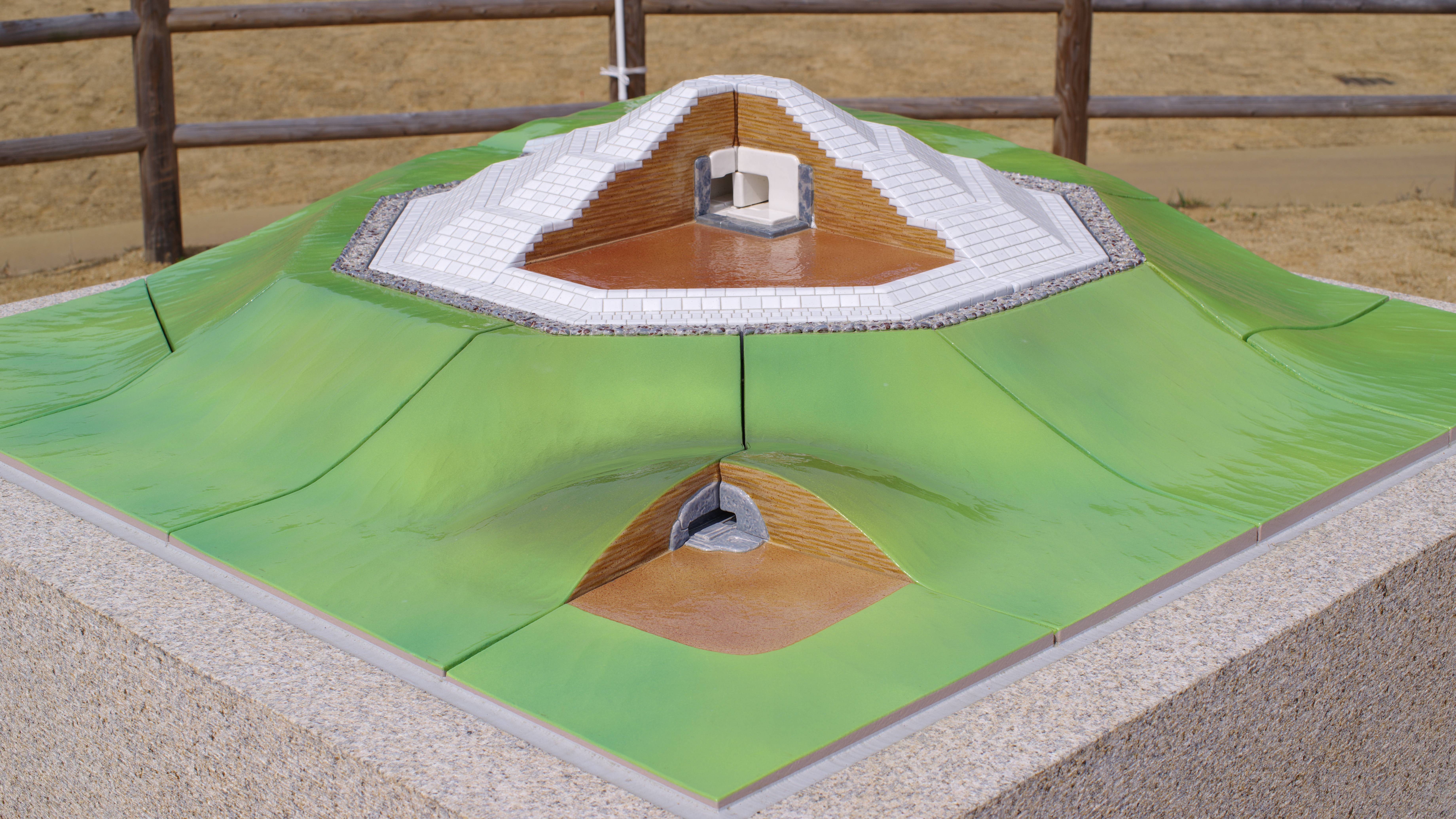
牽牛子塚古墳(奥)と越塚御門古墳（手前）の模型。 古墳公園に設置。

## アクセス
- 近鉄吉野線飛鳥駅より西北西約550メートル。